# (6766) Kharms
(6766) Kharms (1982 UC6) – planetoida z pasa głównego asteroid okrążająca Słońce w ciągu 4,42 lat w średniej odległości 2,69 j.a. Odkryta 20 października 1982 rokun azwana na cześć pisarza Daniiła Charmsa.